# 宮城県亘理高等学校
宮城県亘理高等学校（みやぎけん わたりこうとうがっこう）は、宮城県亘理郡亘理町字館南にある県立高等学校。

## 概要
- 設置学科　全日制課程　
  - 普通科
  - 食品化学科
  - 商業科
  - 家政科

## 沿革
- 1898年4月29日 -  郡立亘理簡易養蚕学校として開校
- 1901年4月1日 - 郡立亘理農蚕学校として独立する
- 1923年4月1日 - 宮城県亘理蚕業学校に改称する
- 1936年4月1日 - 宮城県亘理養蚕園芸学校に改称する
- 1938年4月1日 - 宮城県亘理農蚕学校に改称する
- 1948年4月1日 - 宮城県亘理農業高等学校に改称する
- 1964年4月1日 - 現在の宮城県亘理高等学校となる

## 部活動
- 運動系
  - 硬式野球部、サッカー部、陸上競技部、バスケットボール部（男子）、バスケットボール部（女子）、バレーボール部（男子）、バレーボール部（女子）、卓球部（男子）、卓球部（女子）、ソフトテニス部（男子）、ソフトテニス部（女子）、バドミントン部（男子）、バドミントン部（女子）、剣道部、柔道部
- 文化系
  - 演劇部、美術部、写真部、吹奏楽部、茶華道部、簿記部、情報処理部、生活文化部
- 同好会
  - 書道同好会、科学同好会、囲碁将棋同好会、軽音楽同好会

## 卒業後の進路
- 卒業生の2/3は就職している。進学でもそのほとんどが各種専門学校で4年制大学と短大への進学はごくわずかである。

## アクセス
- JR常磐線亘理駅より徒歩23分